# Heterosignum unicornis
Heterosignum unicornis is een pissebed uit de familie Paramunnidae. De wetenschappelijke naam van de soort is voor het eerst geldig gepubliceerd in 1976 door Kensley.